# Charles Reutlinger

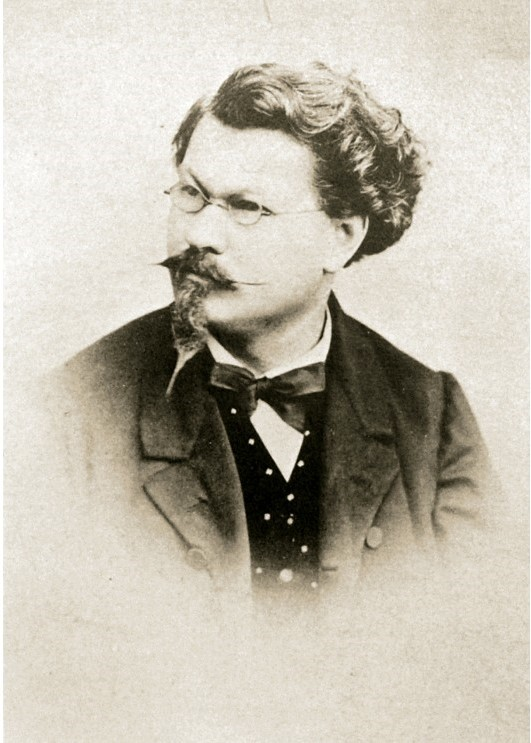
Charles Reutlinger

Charles Reutlinger (eigentlich Carl Reutlinger, * 25. Februar 1816 in Karlsruhe; † 24. Juni 1888 in Frankfurt) war Silhouetteur und einer der ersten deutschen Fotografen, der in Paris ein fotografisches Atelier eröffnete.

## Leben

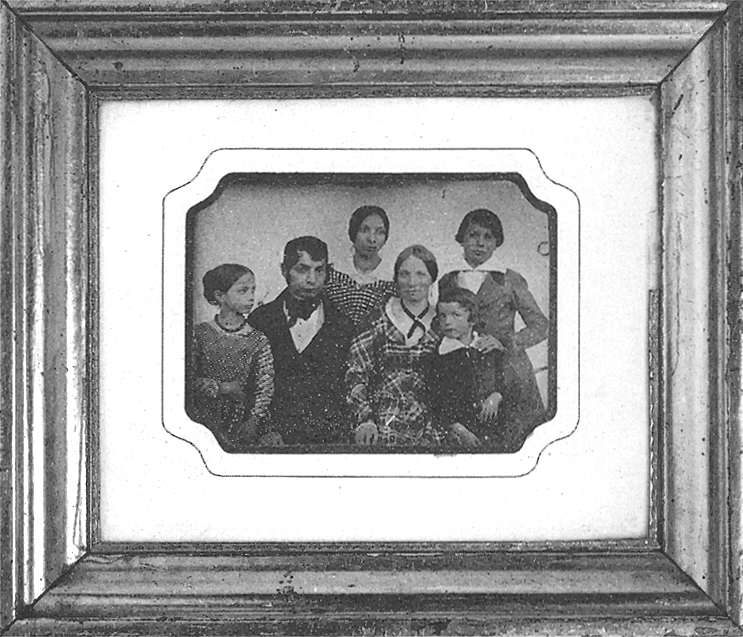
Tübinger Kaufmann Karl Friedrich Baur mit seiner Familie (Daguerreotypie, 1847)

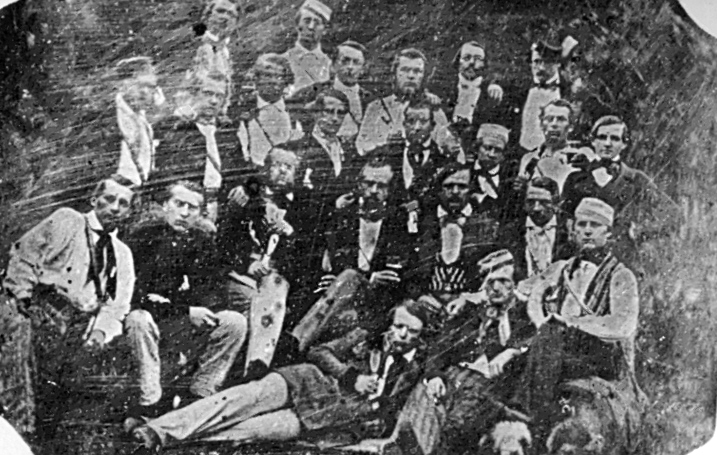
Zwanzigstes Stiftungsfest des Corps Rhenania Tübingen (Daguerreotypie, 1847)

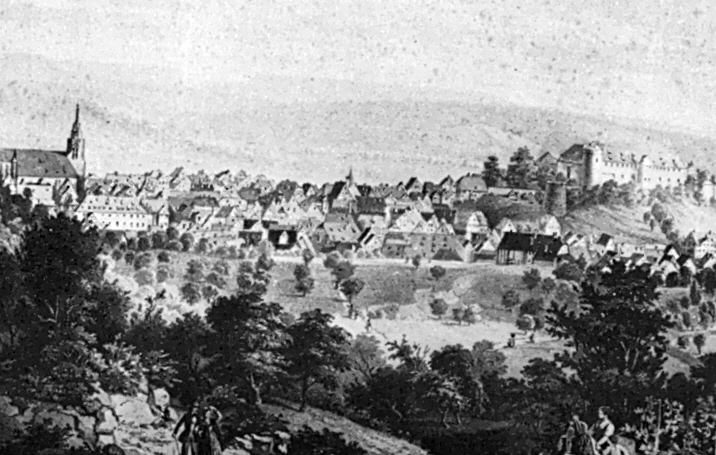
Tübingen von Norden (Vorlage einer Tonlithographie von F. Schlotterbeck nach einer Daguerreotypie von Carl Reutlinger)

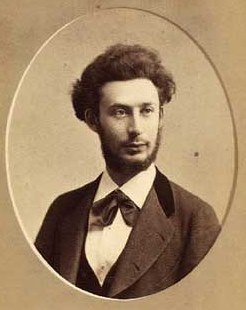
Porträt von Edvard Brandes (ca. 1880er)

Carl Reutlinger wurde als viertes Kind eines jüdischen Weinhändlers und ehemaligen Offiziers in Karlsruhe geboren. Durch seine Tante Weiss, eine Silhouetteurin, kam er im Alter von 18 Jahren mit dieser Kunst in Berührung. Von 1835 bis 1849 reiste er und arbeitete zunächst als Silhouetteur. Seit 1839 besaß er Bürgerrecht in Karlsruhe. In welchem Jahr Reutlinger sein Interesse für die Daguerreotypie entwickelte, ist nicht bekannt. Erste Erfahrungen hatte er im Atelier von Steinberger & Bauer in Frankfurt gemacht. Gottlieb Bauer hatte in Paris zuvor die Photographie erlernt. In den Jahren 1847 bis 1850 kann Reutlinger als Wanderdaguerreotypist und -photograph nachgewiesen werden.
Anfang April 1847 kam Carl Reutlinger nach Tübingen und logierte im „Wiedmanschen Hause“, einer Bierwirtschaft an der Stuttgarter Chaussee, der jetzigen Hölderlinstraße. Er bot Daguerreotyp-Porträts an, die inzwischen auch in einem Zimmer angefertigt werden konnten. Zusatzleistungen waren das Anfertigen von Kopien der Porträts, auch zum Einfassen in Broschen und Ringe. Neben Anzeigen Reutlingers erschien dort am Anfang seines Aufenthalts eine Empfehlung des Oberreallehrers Gottlieb Friedrich Kieß, der bereits mehrere Jahre zuvor mit der Daguerreotypie experimentiert hatte. Da die Preise der Porträts inzwischen niedriger und das Verfahren einfacher war, war der Zuspruch des Publikums so groß, dass der zunächst für kurze Zeit geplante Aufenthalt auf zwei Monate verlängert wurde.
Reutlinger war spätestens seit Anfang Mai 1848 in Stuttgart, wo er in der ehemaligen Vetterschen Blechfabrik, am Furthbach 8 logierte. Am 21. Mai 1848 kündigte Reutlinger seine baldige Abreise an, blieb jedoch bis Mai 1849 in Stuttgart. Trotz der schwierigen Zeit (politische Spannungen und Unruhen) hatte er Erfolg. Wie bereits in Tübingen pries Reutlinger Daguerreotypien, die in einem Zimmer angefertigt wurden, an und löste dadurch eine heftige Diskussion mit anderen Stuttgarter Daguerreotypisten aus: Israel Käser und Carl Dihm. Im Unterschied zu ihnen, die für Daguerreotypien im Freien eintraten, besaß Reutlinger entsprechende finanzielle Mittel, um sich den Raum und die notwendige Technik zu leisten. Er pflegte mit den beiden und mit dem jüngeren Silhouetteur Friedrich Brandseph, den er in die Geheimnisse der Fotografie einweihte, kollegialen Umgang. Der Kontakt blieb weiterhin bestehen, nachdem Reutlinger nach Paris gegangen war.
Zu einem nicht genau bekannten Zeitpunkt – es war jedenfalls zwischen Juni 1849 und März 1850 – war Reutlinger in Ulm tätig.
Von Ende März 1850 bis Mitte August 1850 hatte Reutlinger sich in Augsburg aufgehalten. Dazu hatte er vor dem Schwibbogentor eine Wohnung bezogen. Unmittelbar anschließend zog er nach Paris.
Reutlinger war mit Therese geb. Weiss verheiratet. Sie gab Unterricht im Anfertigen von Kunstblumen, Sticken und einer bestimmten Art des Kaffeeröstens, im Jahr 1852 auch Unterricht in der Kollodiumfotografie. Ersichtlich unterstützte sie ihren Mann bei seiner Arbeit.

## Das fotografische Atelier Ch. Reutlinger

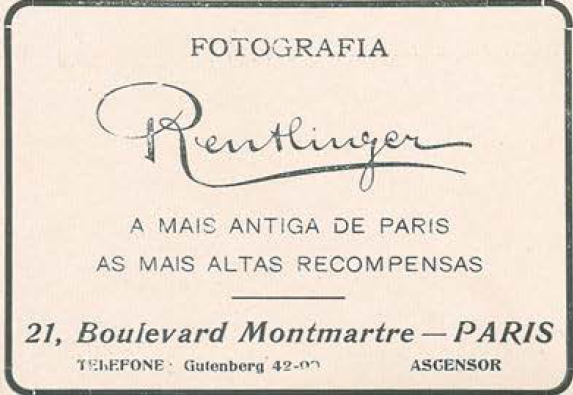
Fotografie Reutlinger
Die Ältesten in Paris
Die höchsten Auszeichnungen
21, Boulevard Montmartre – Paris
1914

1850 ließ Carl Reutlinger sich am Boulevard Saint-Martin nieder, wo er sein erstes Pariser Atelier eröffnete. Es befand sich im sechsten Stock, hatte eine ca. 6 m lange Glasfront, die Deckenhöhe betrug ca. 3,6 m, war nach Norden gerichtet und besaß ein Sonnensegel. Die Glasscheiben des Daches waren matt. Es waren einfache und gemalte Hintergründe vorhanden, sowie Tische, Stuhl, Säule und Gardine als weitere Elemente zur Gestaltung.
Vom Anfang an verwendete er dort das nasse Kollodium-Verfahren und firmierte als Charles Reutlinger. Schon bald unterstützte ihn dabei sein jüngerer Bruder Émile Reutlinger, dessen Sohn Léopold-Émile Reutlinger und Enkel Jean Reutlinger ebenfalls bekannte Fotografen wurden.
Das spätere Atelier lag am Boulevard Montmartre 21, ein Nebenatelier in der Rue Richelieu 112. Reutlingers Atelier wurde durch seine Porträts von Schauspielern, Künstlern, Musikern, Komponisten, Opernsängern und Balletttänzern seiner Zeit populär.
Auf einigen Fotografien ist auf der Rückseite das Wappen des Königreichs Großbritanniens abgebildet. Möglicherweise hatte Reutlinger Mitglieder des Königshauses fotografiert. Den Firmennamen „Ch. Reutlinger“ ließ er gesetzlich schützen.
1880 übergab der Firmengründer Charles Reutlinger das Unternehmen an seinen Bruder und Kompagnon, Émile Reutlinger. Die von Charles in Paris gegründeten Fotoateliers waren bis 1937 tätig.
Carl Reutlinger zog sich auf Anraten seiner Ärzte nach Frankfurt/M. zurück. Hier war er aktiv im „Verein zur Pflege der Photographie und verwandter Künste in Frankfurt/M.“. 1885 war Reutlinger Vizepräsident des Vereins und Ehrenmitglied.

### Auszeichnungen
- 1865 eine Preismedaille (für Visitenkartenporträts) auf der „Internationalen photographischen Ausstellung“ in Berlin,[19]
- 1867 auf der „Weltausstellung in Paris“ und
- 1868 eine Silbermedaille für künstlerische Auffassung und technische Vollendung im Porträt auf der „3. Photographischen Ausstellung“ in Hamburg.[20]
- 1869 eine silberne Medaille (Porträts) auf der „Ausstellung für Photographie, Naturselbst- und Farbdruck“ in Groningen/NL.[21]
- 1870 Paris, „Société française de photographie“.[22]
- 1872 Lyon, „Société des Sciences industrielles de Lyon“, Goldmedaille
- 1873 eine Fortschrittsmedaille für Porträts und Studien nach der Natur auf der photographische Ausstellung im Rahmen der „Weltausstellung“ in Wien.[23]
- 1874 eine Medaille auf der „10. Photographischen Ausstellung“ in Paris der Société française de photographie[24]
- 1876 Bestätigung früher zuerkannter Medaillen auf der „12. Photographischen Ausstellung“ in Paris der Société française de photographie[25]
- 1878 eine silberne Medaille für vortreffliche Porträt-Photographien in der Klasse Photographien und photographische Apparate auf der „Weltausstellung“ in Paris[26]

### Mitgliedschaften
- Mitglied der Société française de photographie (1862–1880) und wurde 1867 ihr zweiter Vorstand.[14]
- 1872 Mitglied der „Photographischen Gesellschaft“ (Wien)[27]
- Mitglied im „Verein zur Pflege der Photographie und verwandter Künste in Frankfurt/M.“ (Eintritt vor 1882, Wahl zum 2. Vorsitzenden)

## Erhaltene Daguerreotypien aus Deutschland

### Tübingen
Aus seinem Aufenthalt in Tübingen April–Mai 1847 sind vier Arbeiten erhalten, die mit Sicherheit Reutlinger zuzuschreiben sind. Bei einigen anderen aus dieser Zeit erhaltenen Daguerreotypien fehlt die Originalrückseite mit der Signatur.
- Porträt der Familie Autenrieth in unüblichem Hochformat – inzwischen stark oxidiert (Familienbesitz, Stuttgart)[28]
- Porträt der Kaufmannsfamilie Baur (Stadtmuseum Tübingen, Geschenk von Mathilde Sinner, der Tochter von Paul Sinner)
- Das 20. Stiftungsfest des „Corps Rhenania“ im Garten des Reichsadler (Archiv Corps Rhenania)
- Ansicht von Tübingen vom Norden aus, überliefert als Vorlage zur Tonlithographie von F. Schlotterbeck (Stadtmuseum Tübingen)

### Reutlingen
- Mitte Januar 1848 Porträt von Nane Nanz, Braut und Base von Vikar C. A. Beck (120 × 105 mm; mit Rahmen 162 × 140 mm; Württembergisches Landesmuseum Stuttgart)

### Stuttgart
- Juli 1848 Porträt von Ludwig Pfau (95 × 70 mm; mit Rahmen 147 × 121 mm; Deutsches Literaturarchiv Marbach)
- 1848 Friedrich von Böhm mit Braut und Schwager. (Köln, Museum Ludwig, Sammlung Fotografie, (Kulturelles Erbe Köln), online)

### Zeitgenössische Literatur
- Hartmann: Emil Rheinstädter und Carl Reutlinger †. In: „Photographische Korrespondenz“, 25. Jg., Wien 1888, S. 355–357
- G.[eorge] W.[harton] Simpson: Repertorium. Besuche in beachtenswerthen Ateliers. M.[onsieur] Reutlingers Atelier in Paris. In: „Photographische Korrespondenz“, VI. Bd., 1869, S. 104f. und 182f.
  - Ch. Reutlinger: The Reutlinger Studio. In: „The Philadelphia Photographer“, Vol. VI., Benerman & Wilson, Philadelphia 1869, S. 115–116, S. 258–260
- Hermann Vogel: Wanderungen durch die Pariser Ateliers. I. Reutlinger. In: „Photographische Mitteilungen“, 4. Jg., Louis Gerschel, Berlin 1868, S. 129–132